# Привокзальна площа (Слов'янськ)
Привокзальна площа — одна з міських площ міста Слов'янськ Донецької області. Знаходиться біля залізничної станції Слов'янськ у районі Залізничний.

## Історія

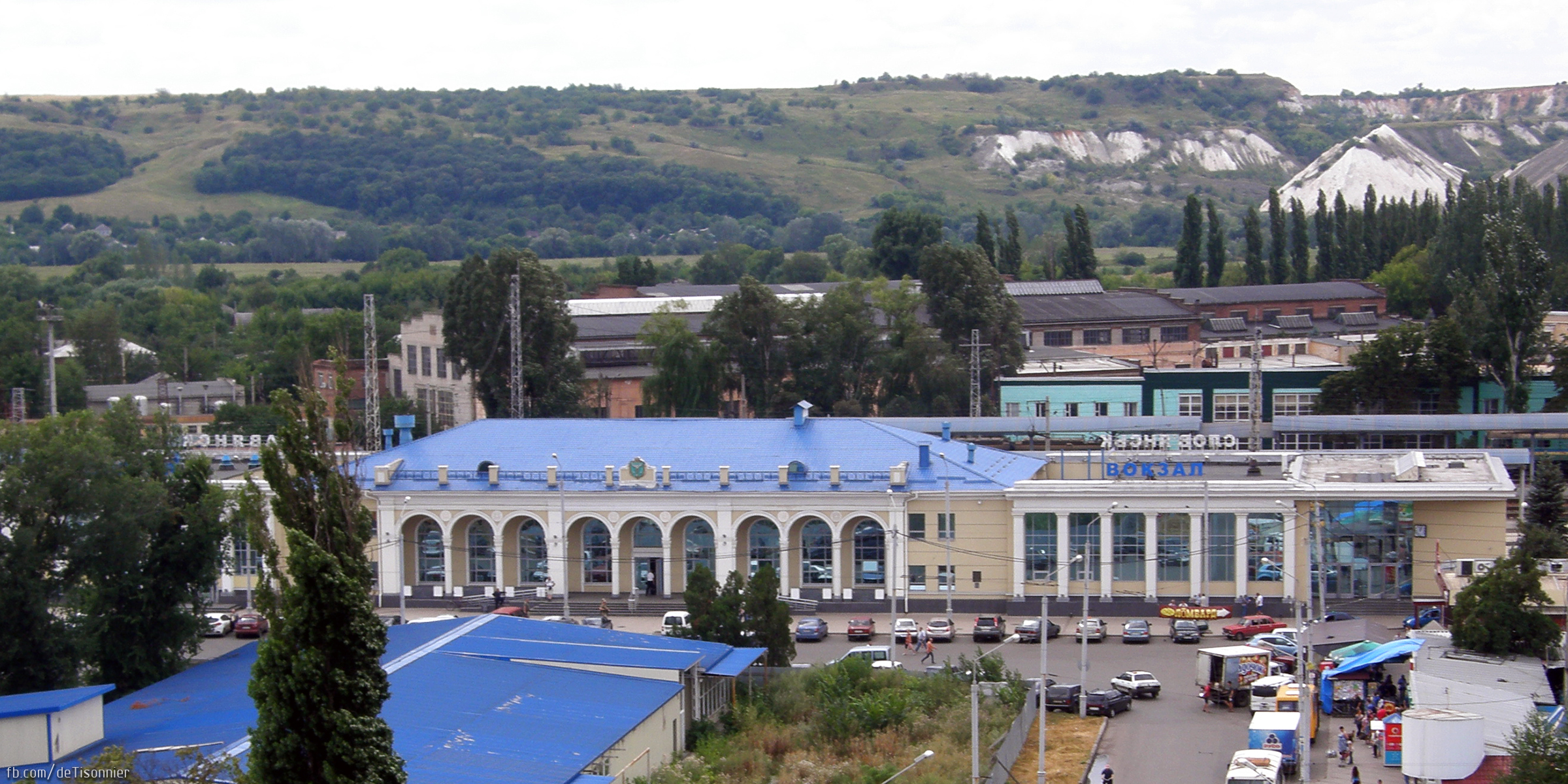
Вигляд на площу.

Площа виникла у 1869 році як кільцева розв'язка біля новопобудованої залізничної станції. Зі Слов'янськом вокзал поєднувала вулиця Велика Міська.
У 1870-х навколо вокзалу розрослося велике селище, що отримало назву Ново-Слов'янськ.
У 1895-1897 році на Привокзальній площі, за рахунок мешканців міста, був побудований собор. Біля собору був побудований і пам'ятник Олександру Невському.
З більшовицькою окупацією міста у 1920 році пам'ятник було знесено, а площу перейменовано на честь Свердлова, проте назва не прижилася, і назву повернули назад.
У 1937 році собор перестав працювати. У приміщенні знаходився спортивна зала.
З 4 грудня 1941 по 1944 рік храм належав Українській автокефальній церкві.
У 1952 році відбулося будівництво нового приміщення вокзалу станції, на місці колишнього, знищеного під час боїв за місто.
13 листопада 1955 року, на місці колишнього, було побудовано пам'ятник Свердлову. Згодом він був демонтований через аварійність.
У 1979 році було добудовано частину вокзалу.
У 2018 році відбулося відкриття суперматкету «АТБ», на місці колишнього скверу серед площі.

## Інфраструктура
№ 1. Залізничний вокзал станції Слов'янськ.
№ 1. Продуктовий магазин «Привоз».
№ 2. Поліцейська станція № 4 «Залізничний».
№ 3. Вузлова лікарня станції Слов’янськ.
№ 4. Приміщення станції.
№ 6. Магазин «АТБ».
№ 17а. Кав'ярня AROMA KAVA.
№ 17. Свято-Олександро-Невський кафедральний собор.